# Marquesado de Cortes
El marquesado de Cortes es un título nobiliario español creado el 10 de noviembre de 1539 por el rey Carlos I a favor Pedro de Navarra y de la Cueva, mariscal de Navarra.
La denominación del título se refiere a la villa y municipio de Cortes en la comarca de Tudela en la Comunidad foral de Navarra.

## Marqueses de Cortes
|      | Titular                                               | Periodo             |
| ---- | ----------------------------------------------------- | ------------------- |
| I    | Pedro de Navarra y de la Cueva                        | 1539-1556           |
| II   | Jerónima de Navarra y Enríquez de Lacarra             | 1556-¿?             |
| III  | Ana de Navarra Benavides Manrique Enríquez de Navarra | ¿?-1579             |
| IV   | Miguel de Navarra Mauleón y Añués                     | ¿?-¿?               |
| V    | Enrique de Navarra Mauleón y Goñi                     | ¿?-c. 1632          |
| VI   | Miguel Añués Mauleón de Navarra Añués y Castejón      | ¿?-¿?               |
| VII  | Juan Manuel Añués Mauleón de Navarra y Avellaneda     | ¿? -1701            |
| VIII | María Isabel Aznárez de Sada y de Garro               | ¿?-1764             |
| IX   | Ignacio de Idiáquez y Aznárez de Sada-Garro           | 1764 -1769          |
| X    | Francisco de Borja de Idiáquez y Palafox              | 1769-1818           |
| XI   | Francisco Javier de Idiáquez y Carvajal               | 1818-1848           |
| XII  | Francisco Javier Aragón-Azlor e Idiáquez              | 1848-1919           |
| XIII | José Antonio Azlor de Aragón y Hurtado de Zaldívar    | 1919-1960           |
| XIV  | María del Pilar Azlor de Aragón y Guillamas X         | 1962-1996           |
| XV   | Álvaro Urzáiz y Azlor de Aragón                       | 1997-actual titular |

## Historia de los marqueses de Cortes
- Pedro de Navarra y de la Cueva (1499-Toledo, 22 de marzo de 1556) I marqués de Cortes,[3] VI vizconde de Muruzábal, mariscal de Navarra, lugarteniente general del reino, gobernador de Galicia, corregidor de Córdoba y Toledo, caballero de la Orden de Santiago y presidente del Consejo de Órdenes. Era hijo de Pedro de Navarra, V vizconde de Muruzábal y mariscal de Navarra, y de su esposa Mayor de la Cueva,[3][4] hija de Beltrán de la Cueva, I duque de Alburquerque, y de su primera esposa, Mencía Hurtado de Mendoza y Mendoza de Luna.[5]

Casó, en 1526, con Ladrona Enríquez de Lacarra, hija de Juan Enríquez de Lacarra, VI señor de Ablitas, y de Isabel de Peralta señora de Murillo de las Lomas. De una relación fuera de matrimonio, con una sevillana llamada Beatriz Morales, tuvo un hijo llamado Pedro, que fue gobernador militar de Pamplona. Sucedió la única hija nacida de su matrimonio:
- Jerónima de Navarra y Enríquez de Lacarra, II marquesa de Cortes y VII vizcondesa de Muruzábal.[6]

Casó en primeras nupcias, en 1554, con Juan de Benavides (m. 1563), a quien el rey Felipe II, en 1556, confirmó como mariscal de Navarra y pasó a llamarse Juan de Navarra y Benavides. Casó en segundas nupcias en 1565, con Martín Fernández de Córdoba, hijo del conde de Alcaudete. Sucedió su hija del primer matrimonio:
- Ana de Navarra Benavides Manrique Enríquez de Navarra (m. Madrid, 1579[2]), III marquesa de Cortes, VIII vizcondesa de Muruzábal.[2][6]

Sin descendencia, sucedió, después de un pleito de tenuta:

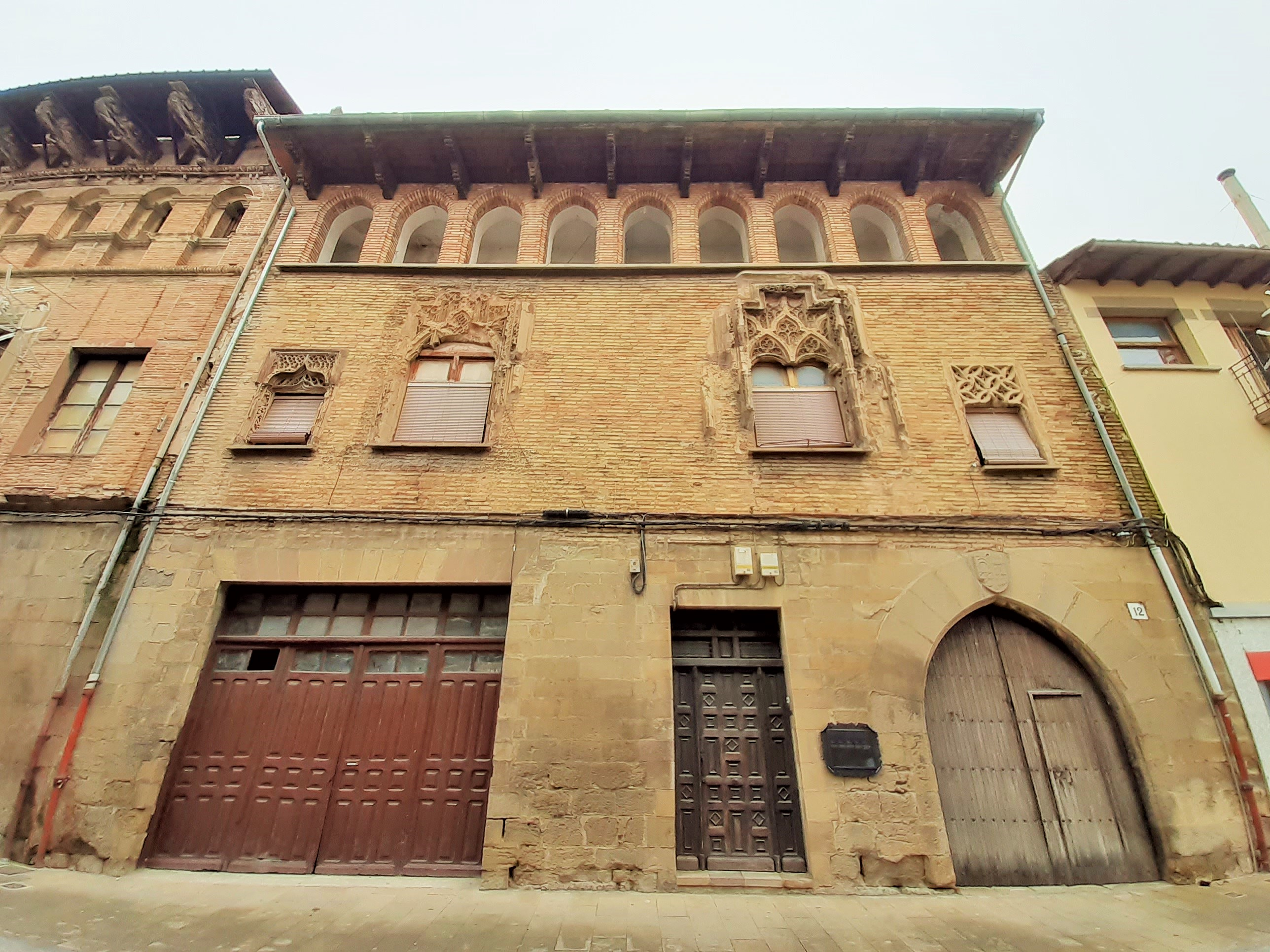
Palacio de Añués en Sangüesa

- Miguel de Navarra Mauleón y Añués (n. 1538), IV marqués de Cortes,[8]  IX vizconde de Muruzábal, III señor de Belver, señor de Rada y Traibuenas y caballero de la Orden de Santiago.[8] Otorgó testamento en Sangüesa, el 3 de octubre de 1606.[7] Era hijo de Miguel de Añués y Cruzat, II señor de Belver, y de Juana de Mauleón y Navarra.[7]

Casó con María Magdalena de Goñi, hija de Miguel de Goñi y Peralta. Sucedió su hijo:
- Enrique de Navarra Mauleón y Goñi (Sangüesa, 23 de diciembre de 1575-c. 1632), V marqués de Cortes,[9] X vizconde de Muruzábal, señor de Rada, Traibuenas, Belver, etc.[9] Testó en Pamplona el 5 de enero de 1632.[10]

Casó, en 1603, en primeras nupcias con María de Castejón y Andrade, hija de Martín de Castejón y de Mariana de Andrade, señores de Belamazán. Contrajo un segundo matrimonio con Gregoria de Camargo, con descendencia. Sucedió su hijo del primer matrimonio:
- Miguel Añués Mauleón de Navarra Añués y Castejón, VI marqués de Cortes,[12] XI vizconde de Muruzábal, mariscal perpetuo de Navarra.[12]

Casó con Juana de Avellaneda Delgadillo y Enríquez de Portocarrero, hija de Juan de Avellaneda Delgadillo Vela y Leiva y de Inés Enríquez López de Portocarrero, esta última, hija de Pedro López de Portocarrero y Cerbatón, I marqués de la Alameda, y de su esposa, Francisca de Guzmán y Fajardo. Le sucedió su hijo:
- Juan Manuel Añués Mauleón de Navarra y Avellaneda (Pamplona, 1635[13]-6 de junio de 1701[14], VII marqués de Cortes, V conde de Castrillo, grande de España[14] XII vizconde de Muruzábal, mariscal perpetuo de Navarra, señor de Alcozar, Rada y Traibuenas y caballero de la Orden de Calatrava.[15] Sucedió a su hijo como V conde de Castrillo.[14] Página del privilegio de grandeza de España para el condado de Castrillo donde consta el nombre del concesionario

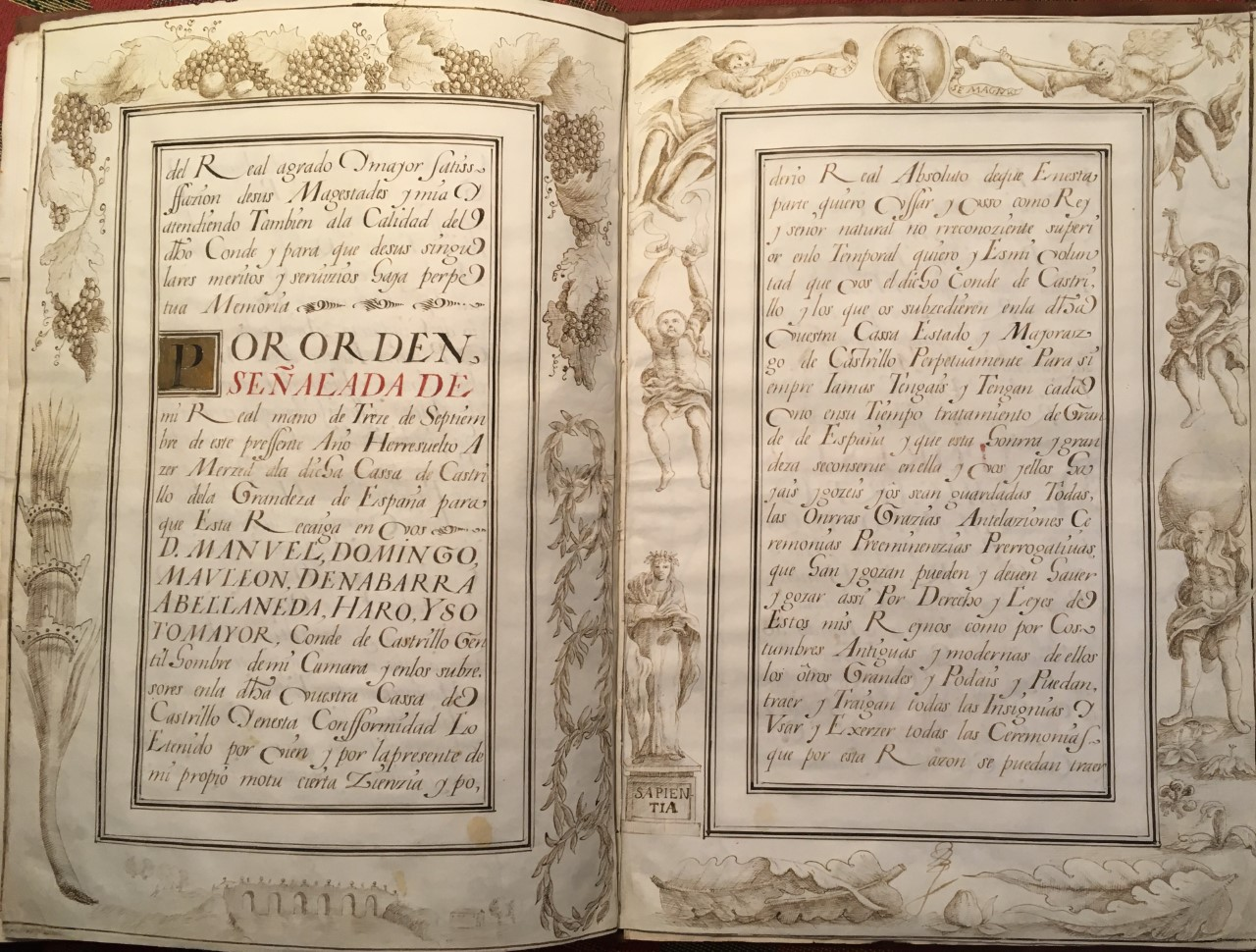
Página del privilegio de grandeza de España para el condado de Castrillo donde consta el nombre del concesionario

Casó en primeras nupcias con su prima hermana, María Juana de Avellaneda y Haro, III condesa de Castrillo, hija de García de Avellaneda y Haro y de su primera esposa y prima, María de Avellaneda Delgadillo y Enríquez de Portocarrero, II condesa de Castrillo. Contrajo un segundo matrimonio con Sebastiana Nabárquez y Armendáriz, sin descendencia de este último matrimonio. De su primer matrimonio nació solamente un hijo, Manuel Domingo Mauleón de Navarra Avellaneda Haro y Sotomayor, que falleció antes que su padre, el 1 de septiembre de 1691, y fue el IV conde de Castrillo, a quien, por real cédula de 3 de octubre de 1690, el rey Carlos II le concedió la grandeza de España. Sucedió una descendiente de Leonor de Añués y Goñi, hija del IV marqués de Cortes.
- María Isabel Aznárez de Sada y de Garro (19 de febrero de 1692-10 de enero de 1764),[17] VIII marquesa de Cortes,[16] XIII vizcondesa de Muruzábal, vizcondesa de Zolina, condesa de Javier, mariscala de Navarra y señora de Idocín y otros lugares.[16]

Casó, en 1708, con Antonio de Idiáquez Garnica, II duque de Granada de Ega. Sucedió su hijo:
- Ignacio de Loyola de Idiáquez y Aznárez de Sada-Garro (m. 1769), IX marqués de Cortes,[18][19] III duque de Granada de Ega, grande de España, VII marqués de Valdetorres, VI conde de Javier, XIII vizconde de Zolina, XIV vizconde de Muruzábal, mariscal de Navarra, teniente general de los reales ejércitos, gentilhombre de cámara con ejercicio del rey y caballero de la Orden de San Jenaro.[19]

Casó con María Josefa Rebolledo Palafox y Bermúdez de Castro, hija de Bernabé Rebolledo de Palafox, marqués de Lazán, y de Ana Jerónima Bermúdez de Castro. Sucedió su hijo:
- Francisco de Borja Idiáquez y Palafox (Estella, 1755-1818), X marqués de Cortes,[19]  IV duque de Granada de Ega, grande de España, VIII marqués de Valdetorres, VII conde de Javier, XIV vizconde de Zolina, XV vizconde de Muruzábal, mariscal de Navarra, coronel del ejército, teniente general de los reales ejércitos, caballero de la Orden de Carlos III y gentilhombre de cámara con ejercicio.[19]

Casó, el 28 de septiembre de 1774, con María Agustina de Carvajal y Lancaster. Sucedió su hijo:
- Francisco Javier de Idiáquez y Carvajal (Madrid, 17 de agosto de 1778-Bayona, 20 de octubre de 1848), XI marqués de Cortes, V duque de Granada de Ega, grande de España, IX marqués de Valdetorres, VIII conde de Javier, XV vizconde de Zolina, XVI vizconde de Muruzábal y mariscal de Navarra.[19]

Casó con María del Pilar Antonia del Corral y Azlor. Sucedió su nieto, hijo de su hija María de la Concepción de Idiáquez del Corral (1818-1845), XVI vizcondesa de Zolina, y de su esposo, José Antonio Azlor de Aragón y Fernández de Córdoba, XI conde del Real, grande de España.:
- Francisco Javier Aragón-Azlor e Idiáquez (1842-1919), XII marqués de Cortes,[22] IX conde de Guara,[22] XVI duque de Villahermosa,[23] VI duque de Granada de Ega, dos veces grande de España, VII marqués de Valdetorres, IX conde de Javier, vizconde de Zolina, XVII vizconde de Muruzábal, XIII conde de Luna, XXV vizconde de Villanova, y vizconde de Chelva.

Casó, el 12 de octubre de 1871, en Azcoitia, con Isabel María Hurtado de Zaldívar y Heredia, hija de José Manuel Hurtado de Zaldívar y Fernández de Villavicencio, IV conde de Zaldívar, vizconde de Portocarrero y IV marqués de Villavieja. Le sucedió su hijo:
- José Antonio Azlor de Aragón y Hurtado de Zaldívar (Biarritz, 14 de enero de 1873-San Sebastián, 18 de julio de 1960), XIII marqués de Cortes,[24] X marqués de Cábrega, XIV conde del Real,[25] XVII duque de Villahermosa,[23] VII duque de Granada de Ega, II duque de Luna, marqués de Narros, cinco veces grande de España, VIII marqués de Valdetorres, XIV conde de Luna, X conde de Javier, X conde de Guara, XVIII vizconde de Zolina, XVIII vizconde de Muruzábal y gentilhombre Grande de España con ejercicio y servidumbre del rey Alfonso XIII y senador.[24]

Casó, en 1906, con María Isabel Guillamas y Caro (1887-1967) XI marquesa de San Felices, VII condesa de Mollina y XI condesa de Villalcázar de Sirga. Le sucedió su hija:
- María del Pilar Azlor de Aragón y Guillamas[26] (San Sebastián, 1 de octubre de 1908-Javier, 7 de agosto de 1996), XIV marquesa de Cortes,[27][28] XI marquesa de Cábrega,[29][27]  XV condesa del Real,[25] XVIII duquesa de Villahermosa,[23] III duquesa de Luna, IX duquesa de Palata,[30] cuatro veces grande de España, IX marquesa de Valdetorres, XV condesa de Luna, XI condesa de Javier, XI condesa de Guara, XIX vizcondesa de Muruzábal y XIX vizcondesa de Zolina.[27]

Casó con Mariano de Urzáiz Silva Salazar y Carvajal, XII conde del Puerto. Le sucedió su hijo:
- Álvaro Urzáiz y Azlor de Aragón (n. Pedrola, 14 de junio de 1937), XV marqués de Cortes,[27] XII marqués de Cábrega,[31][32] XIX duque de Villahermosa, X marqués de Narros, dos veces grande de España, XVI conde de Luna, XII conde de Guara, XX vizconde de Muruzábal, XIII conde del Puerto, XIII conde de Javier, XXI vizconde de Zolina y maestrante de Zaragoza.[27]